# Amblyomma gervaisi
Amblyomma gervaisi är en fästingart som beskrevs av Lucas 1847. Amblyomma gervaisi ingår i släktet Amblyomma och familjen hårda fästingar. Inga underarter finns listade i Catalogue of Life.